# Sauce poivrade
La sauce poivrade est une préparation culinaire à base de poivre, connue. Cette sauce fut appréciée au Moyen Âge dans tous les pays d'Europe occidentale. La façon de la préparer évolua jusqu'à la fin du XIXe siècle où sa recette commença à se fixer grâce aux livres de cuisine.

## Historique
Au cours du Moyen Âge, cette sauce se retrouve en Catalogne (pebrada), en France dans le ménagier de Paris et en Angleterre (pevorat).
À la même époque, en France, une recette identique est faite à base de maniguette ; la poivrade ne va s'imposer qu'au XVe siècle, mais les cuisiniers français concoctaient déjà une sauce au poivre noir.
« Taillevent était un spécialiste de la dodine, une sauce préparée avec des sucs de cuisson de volaille (d'où son nom, provenant de dodu) auxquels il ajoutait du verjus, du vin ou du lait. Cette sauce, tout comme la poivrade (à base de poivre et de vin) et la Robert (vin blanc, vinaigre et moutarde), est encore aux menus des grands chefs. »
La poivrade médiévale était réalisée à base de carottes, oignons, ventrèche, vin rouge, bouillon, vinaigre ou verjus, cerneaux de noix, pain dur, huile d'olive, sauge, thym et ail. Durant tout le Moyen Âge, les sauces étaient liées au pain : « Il était grillé, trempé dans du bouillon, pilé au mortier et en général passé à l'étamine. » Au XIVe siècle, lors des fêtes dans la région de Liège, le veau était bouilli, puis grillé, et servi avec une sauce poivrade sans doute relevée de baies de genièvre.
Il en était de même en Angleterre, où la poivrade pour le veau et venaison (pevorat pour veel et venison) était un classique. Olivier de Serres indique dans son livre Le Théâtre d’agriculture et mesnage des champs, qu'à son époque : « Le sanglier se mange rôti à la broche, et se sert avec une poivrade ou du jus d'orange. »
Dans son manuel La Cuisinière provençale, dont la première édition date de 1897, Jean-Baptiste Reboul donna deux recette de la sauce poivrade (sausso pebrado). La première était à base de poivre en grains écrasés, d'échalotes émincées, de vinaigre, de sauce coulis, de vin, le tout lié au sang.
Dans la seconde édition étaient rajoutés du jambon cru ou de la ventrèche, une carotte et un oignon, une gousse d’ail, une feuille de laurier, un brin de thym, du bouillon, de la farine et de la purée de tomates. Les sauces poivrades actuelles se rapprochent beaucoup de cette seconde recette.

## Préparation
La recette moderne nécessite carotte, oignon, céleri-branche (facultatif), beurre, lardons, thym, laurier, vinaigre, vin blanc, fond de veau et grains de poivre noir.

## Accompagnement
Cette sauce accompagne la viande rouge (bœuf), la viande blanche (porc), les volailles (canard, poulet, dinde) et les gibiers.

## Accord mets/vin
Compte tenu des viandes qu'elle accompagne, cette sauce appelle des vins rouges d'exception à chercher dans le vignoble de la vallée du Rhône (grignan-les-adhémar, côtes-du-rhône villages, lirac, vacqueyras, gigondas, châteauneuf-du-pape), le vignoble de Bourgogne (nuits-saint-georges) ou le vignoble de Bordeaux (haut-médoc).